# (10079) Meunier
(10079) Meunier (1989 XD2) – planetoida z pasa głównego asteroid okrążająca Słońce w ciągu 4,28 lat w średniej odległości 2,64 j.a. Odkryta 2 grudnia 1989 roku.